# 陈思毅
陈思毅（1963年—），中国免疫学家和遗传学家。

## 生平
出生于1963年，浙江金华人。1983年毕业于上海第二军医大学，在第四军医大学和中国预防医学科学院完成硕士和博士学习后，1988年赴美国分别在美国阿拉巴马大学伯明翰和哈佛医学院做博士后研究。1994年后,他带领他的实验室集中在艾滋病和肿瘤免疫学和遗传学研究。现在他是美国南加州大学终身教授和贝勒医学院(德克萨斯州休斯顿)兼职教授。

## 主要成就
陈思毅发明了Intrabodies, Introkines, Targeted cytotoxic T cell 等生物技术， 同时首次发现了信号传导的负调控因子，如SOCS1 和 A20在树突装细胞抗原递呈过程中的重要作用, 并发明了抑制这些负调控因子来治疗肿瘤和慢性传染病的技术。另外，他曾在《Nature》《Nat Biotechnol》《Nat Med》等顶级杂志发表多篇研究论著，是美国国立卫生研究院基金评审委员会会员，美国病毒学学会（American Society for Virology）会员、肿瘤研究协会（American Association for Cancer Research）会员和美国基因治疗学会（American Society of Gene Therapy）会员及肿瘤免疫治疗分会主任。曾获得Smith Family研究奖（Smith Family Research Award）、美国肿瘤学会青年研究学者奖（American Cancer Society Junior Faculty Research Award）和美国Wake Forest大学杰出学者奖（Annual Investigator Award）。近年来，他领导一个国际跨学科的庞大科研队伍, 包括肿瘤学家，遗传学家，免疫学家, 分子生物学专家，计算机学和生物信息学专家, 与中国多家知名医院和肿瘤中心合作，应用Ion Torrent高通量测序技术和生物信息学分析, 服务于个体化的人类健康和疾病诊治.